# Civray, Cher
Civray är en kommun i departementet Cher i regionen Centre-Val de Loire i de centrala delarna av Frankrike. Kommunen ligger  i kantonen Chârost som tillhör arrondissementet Bourges. År 2022 hade Civray 918 invånare.

## Befolkningsutveckling
Antalet invånare i kommunen Civray
Referens:INSEE